# Klockarbergsvägen
Klockarbergsvägen, i Skellefteå, är en genomfartsled som löper över Klockarberget förbi stadsdelarna Norrböle, Erikslid och Sjungande Dalen. Vägen förbinder E4 norrut med Riksväg 95. Det är även en genväg till lasarettet norrifrån.